# Shetland
Shetland ou, muito raramente, Xetlândia (antigamente escrito Zetland, derivado de Ȝetland), originalmente chamado de Hjaltland, é uma das 32 Áreas de Concelho da Escócia. É um arquipélago a nordeste das Órcades, com uma área total de aproximadamente 1466 km². Ele forma parte da divisão entre o Oceano Atlântico a oeste e o Mar do Norte a leste. Seu centro administrativo, e único burgh, é Lerwick.
A sua maior ilha, Mainland, é a terceira maior ilha escocesa e também a terceira maior ilha circundando a Grã-Bretanha. Sua área é de cerca de 969 km². Outras ilhas importantes são Yell e Unst, nas North Isles.

## Subdivisões
As Ilhas Shetland estão subdivididas em 22 paróquias (parish) e wards, que não tem muita significância administrativa, mas que são usadas para propósitos estatísticos.
1. Sound
2. Clickimin
3. North Central
4. Breiwick
5. South Central
6. Harbour e Bressay
7. North
8. Upper Sound, Gulberwick e Quarff
9. Unst e a Ilha de Fetlar
10. Yell
11. Northmavine, Muckle Roe e Busta
12. Delting West
13. Delting East and Lunnasting
14. Nesting, Whiteness, Girlsta e Gott

Mapa de Shetland.

15. Scalloway
16. Whalsay/Skerries
17. Sandsting, Aithsting e Weisdale
18. Walls, Sandness e Clousta
19. Burra/Trondra
20. Cunningsburgh e Sandwick
21. Sandwick, Levenwick e Bigton
22. Dunrossness

## Lugares de interesse
- Fort Charlotte
- Jarlshof sítio arqueológico
- Old Scatness sítio arqueológico
- Muness Castle
- Scalloway Castle
- Sumburgh Head